# Nosophora bisexualis
Nosophora bisexualis là một loài bướm đêm trong họ Crambidae.